# Lycomorphodes reducta
Lycomorphodes reducta är en fjärilsart som beskrevs av Max Wilhelm Karl Draudt 1918. Lycomorphodes reducta ingår i släktet Lycomorphodes och familjen björnspinnare. Inga underarter finns listade i Catalogue of Life.